# Condado de Colquitt
El condado de Colquitt (en inglés: Colquitt County) es un condado en el estado estadounidense de Georgia. En el censo de 2000 el condado tenía una población de 42 053 habitantes. La sede de condado es Moultrie. El condado fue fundado el 25 de febrero de 1856 y fue nombrado en honor a Walter T. Colquitt, un senador de Georgia.

## Geografía

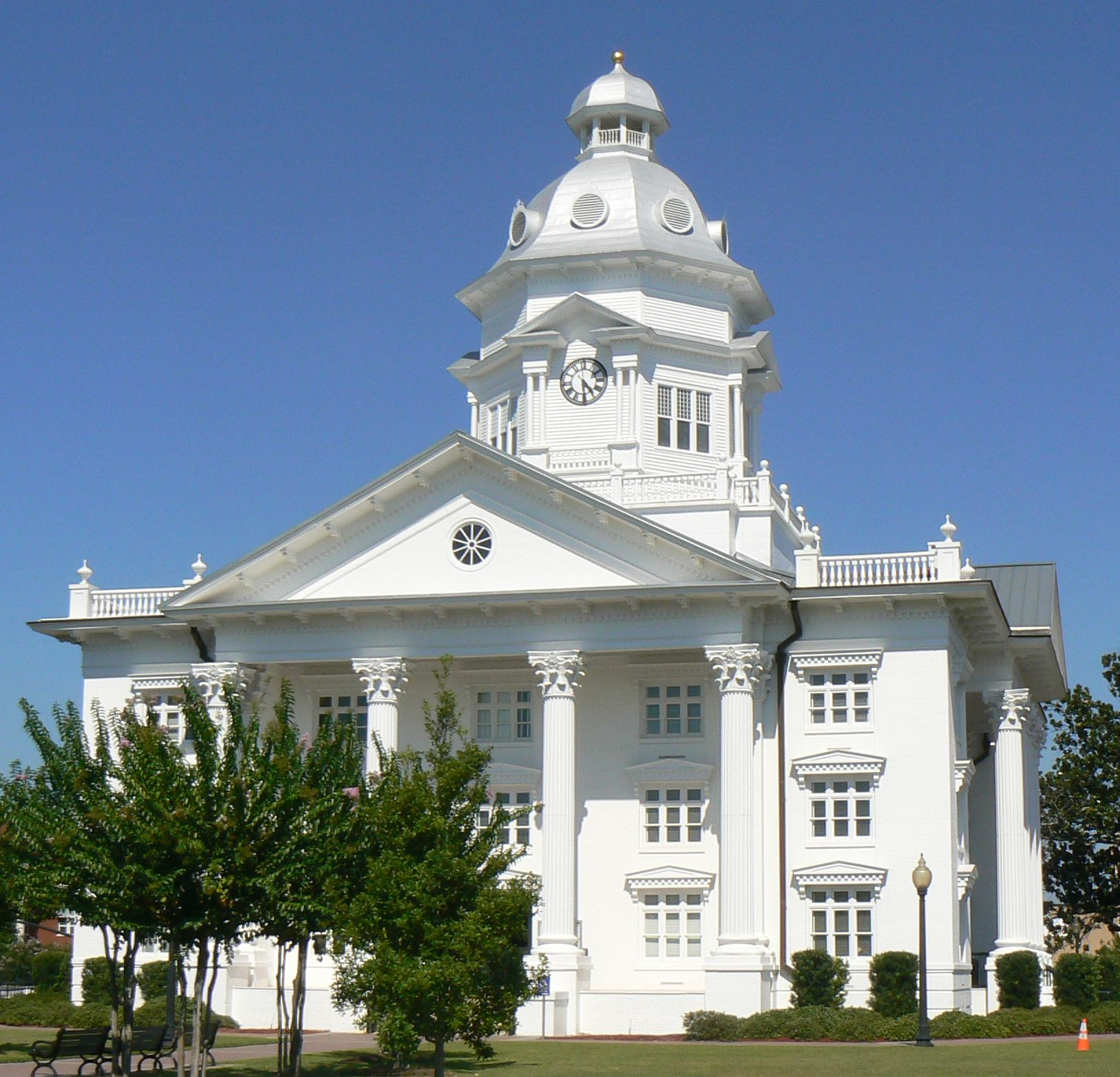
Juzgado del condado de Colquitt en Moultrie.

Según la Oficina del Censo, el condado tiene un área total de 1441 km² (557 sq mi), de la cual 1430 km² (552 sq mi) es tierra y 11 km² (4 sq mi) (0,77%) es agua.

### Condados adyacentes
- Condado de Tift (noreste)
- Condado de Cook (este)
- Condado de Brooks (sureste)
- Condado de Thomas (suroeste)
- Condado de Mitchell (oeste)
- Condado de Worth (noroeste)

## Autopistas importantes
- U.S. Route 319
- Ruta Estatal de Georgia 33
- Ruta Estatal de Georgia 35
- Ruta Estatal de Georgia 37
- Ruta Estatal de Georgia 111
- Ruta Estatal de Georgia 133
- Ruta Estatal de Georgia 202
- Ruta Estatal de Georgia 256
- Ruta Estatal de Georgia 270

## Demografía
En el  censo de 2000, hubo 42 053 personas, 15 495 hogares y 11 063 familias residiendo en el condado. La densidad poblacional era de 76 personas por milla cuadrada (29/km²). En el 2000 había 17 554 unidades unifamiliares en una densidad de 32 por milla cuadrada (12/km²). La demografía del condado era de 67,78% blancos, 23,47% afroamericanos, 0,29% amerindios, 0,25% asiáticos, 0,04% isleños del Pacífico, 7,05% de otras razas y 1,12% de dos o más razas. 10,83% de la población era de origen hispano o latino de cualquier raza. 
La renta promedio para un hogar del condado era de $28 539 y el ingreso promedio para una familia era de $34 792. En 2000 los hombres tenían un ingreso medio de $26 588 versus $20 155 para las mujeres. La renta per cápita para el condado era de $14 457 y el 19,80% de la población estaba bajo el umbral de pobreza nacional.

## Ciudades y pueblos
- Berlin
- Doerun
- Ellenton
- Funston
- Moultrie
- Norman Park
- Riverside